# Metro van Minsk
De metro van Minsk (Wit-Russisch: Мінскі метрапалітэн, Russisch: Минский метрополитен;  in het dagelijks spraakgebruik: Мінскае метро of Минское метро, Minskoje metro) is een openbaarvervoernetwerk in Minsk, Wit-Rusland. Het netwerk werd geopend in 1984.

## Lijnen
Het metrostelsel bestaat sinds 1990 uit de volgende twee lijnen:
| # | Naam                                    | Geopend | Lengte  | Aantal stations |
| - | --------------------------------------- | ------- | ------- | --------------- |
| 1 | Maskowskaja-lijn/Moskovskaja-lijn       | 1984    | 19.1 km | 15              |
| 2 | Awtazavodskaja-lijn/Avtozavodskaja-lijn | 1990    | 18.1 km | 14              |
|   | Totaal                                  |         | 37.2 km | 29              |

In 2014 werden de werken aan een derde lijn, de groene lijn, gestart. De opening is gepland voor 2017. De groene lijn zou de stad volgens een noord-zuid as doorsteken.

## Bijzonderheden
De metro wordt op breedspoor (1524 mm) gereden, gelijk aan de Wit-Russische spoorwegen, treinen worden via een derde rail gevoed met 825 volt gelijkspanning. De perrons zijn 100 meter lang en 10 meter breed. Er rijden vierwagenstellen op de rode lijn en vijfwagenstellen op de blauwe lijn. Dagelijks worden ongeveer 899.000 reizigers vervoerd. In 2013 waren er bijna 328,3 miljoen passagiers. Een belangrijke aanvulling op het systeem zijn de trams in Minsk. Met tien tramlijnen zorgen deze voor goede aansluiting op de metro.

## Explosie in 2011
Op maandag 11 april 2011 vond in het station Oktjabrskaja een enorme explosie plaats, die zeker twaalf slachtoffers maakte. De klap zorgde eveneens voor ruim 200 gewonden. De explosie vond plaats tijdens de avondspits in centraal Minsk. Metrostation Oktyabrskaya bevindt zich vlak bij het presidentiële paleis. De volgende dag werd uitgeroepen tot een dag van nationale rouw.

## Maskoŭskaja lijn

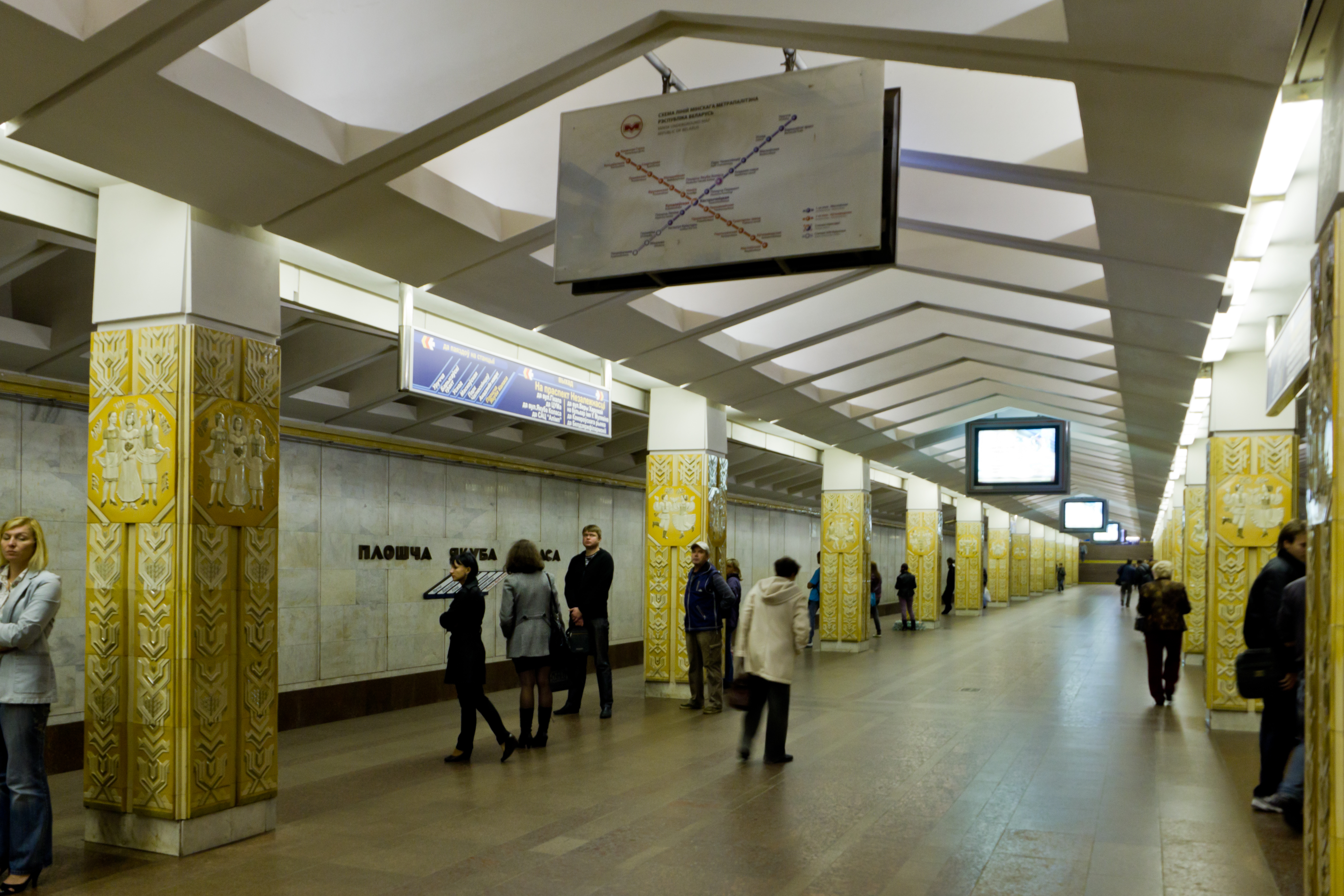
Plošča Jakuba Kolasa
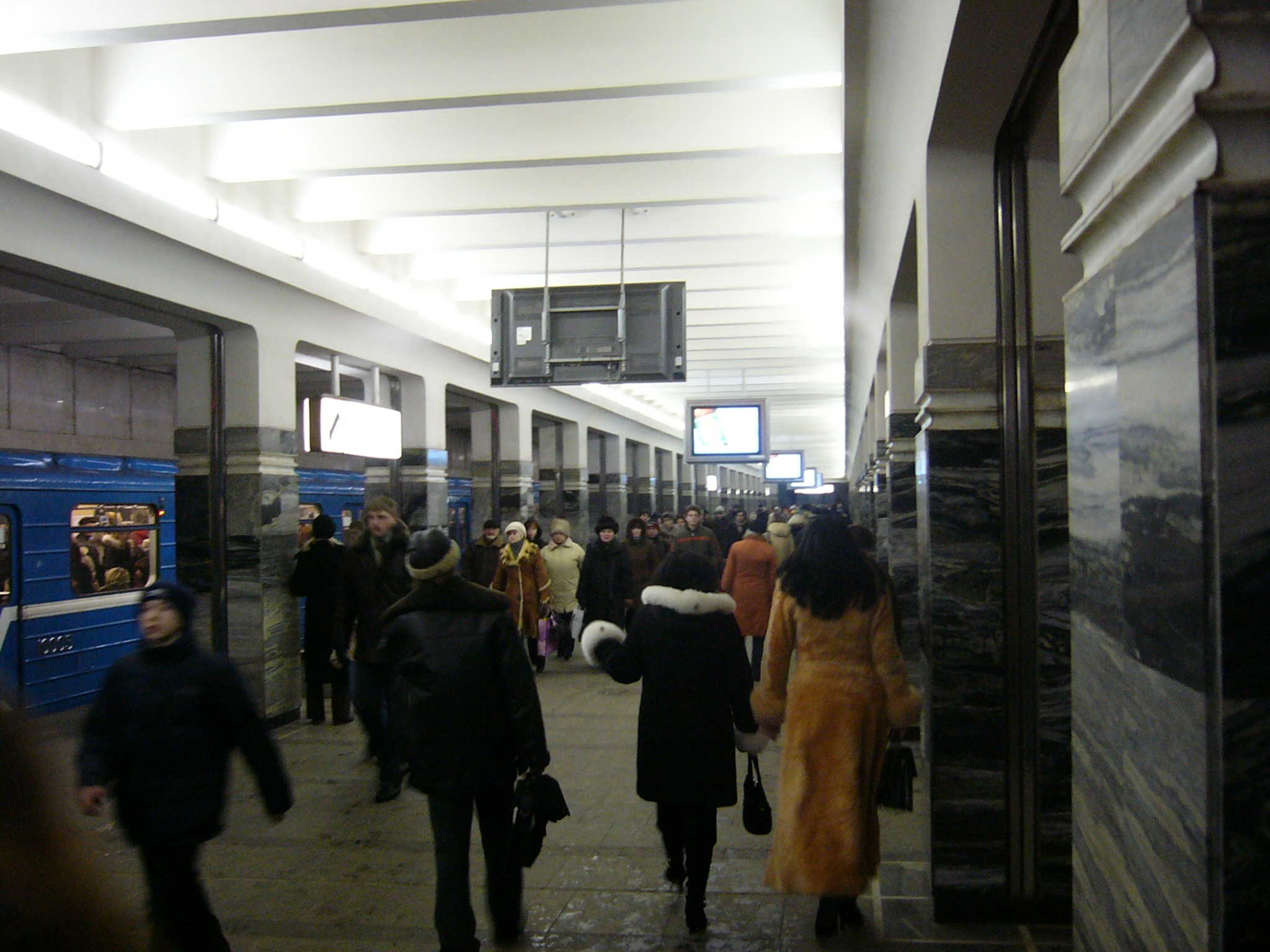
Akademija navuk
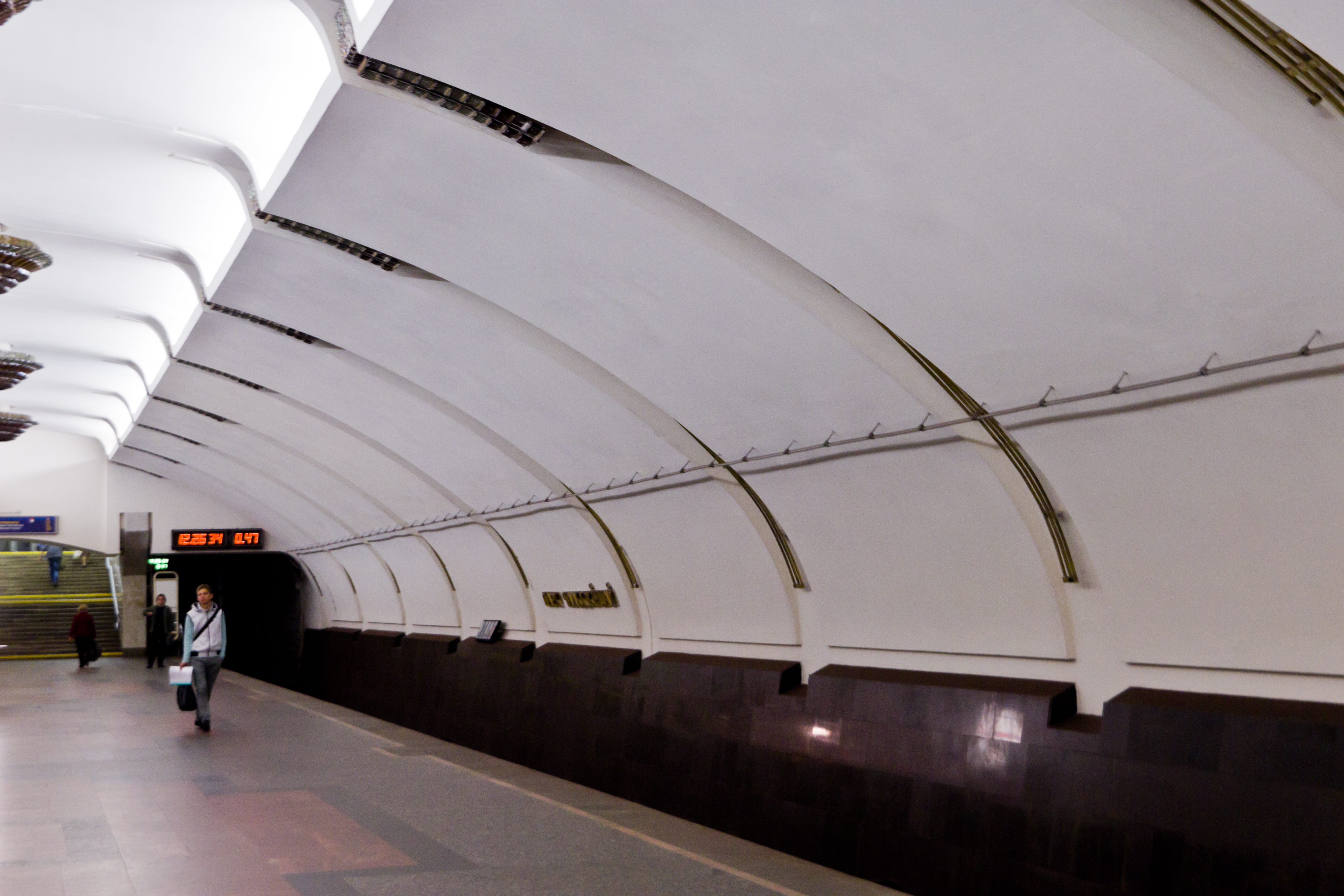
Park Čaliuskincaŭ
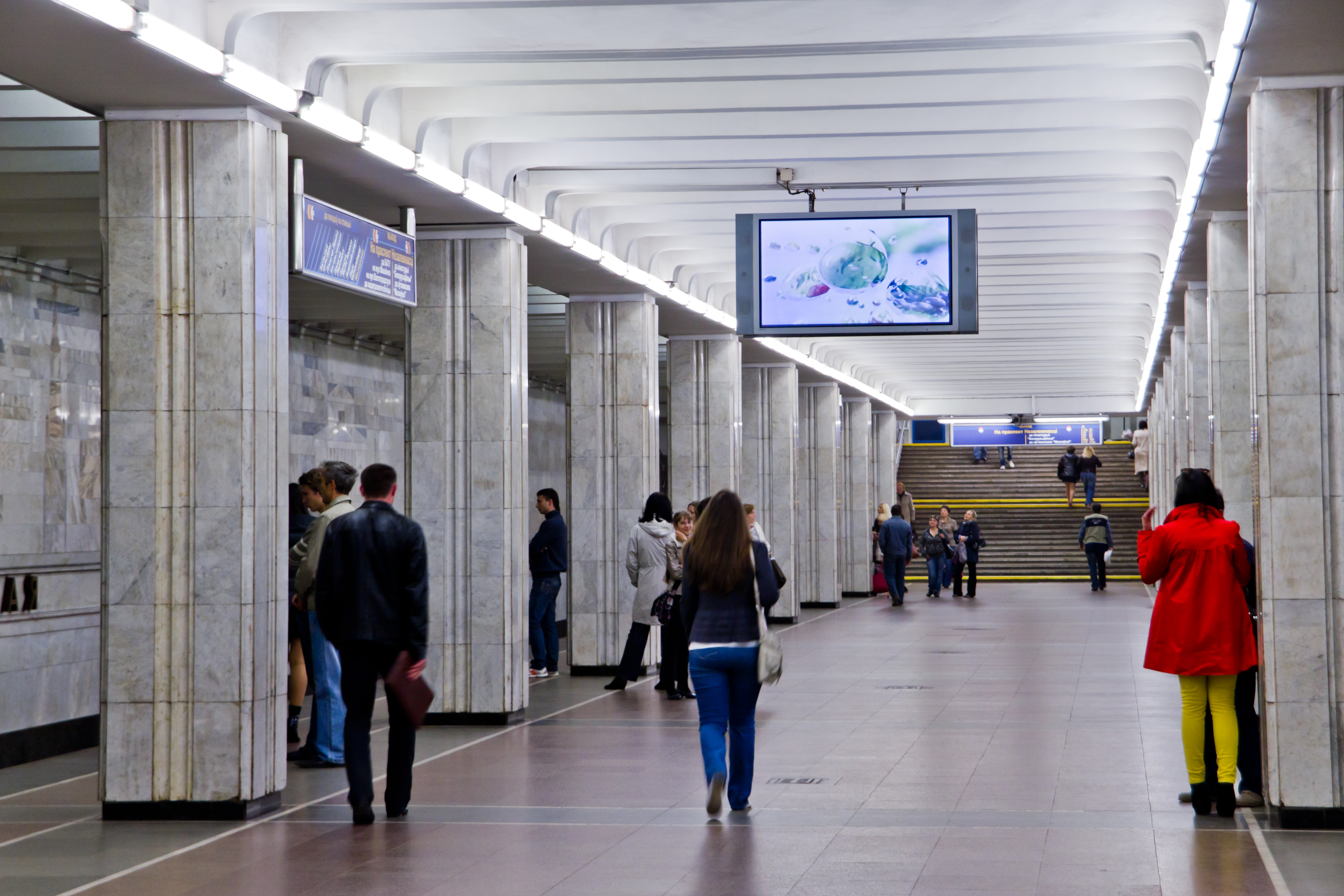
Maskoŭskaja
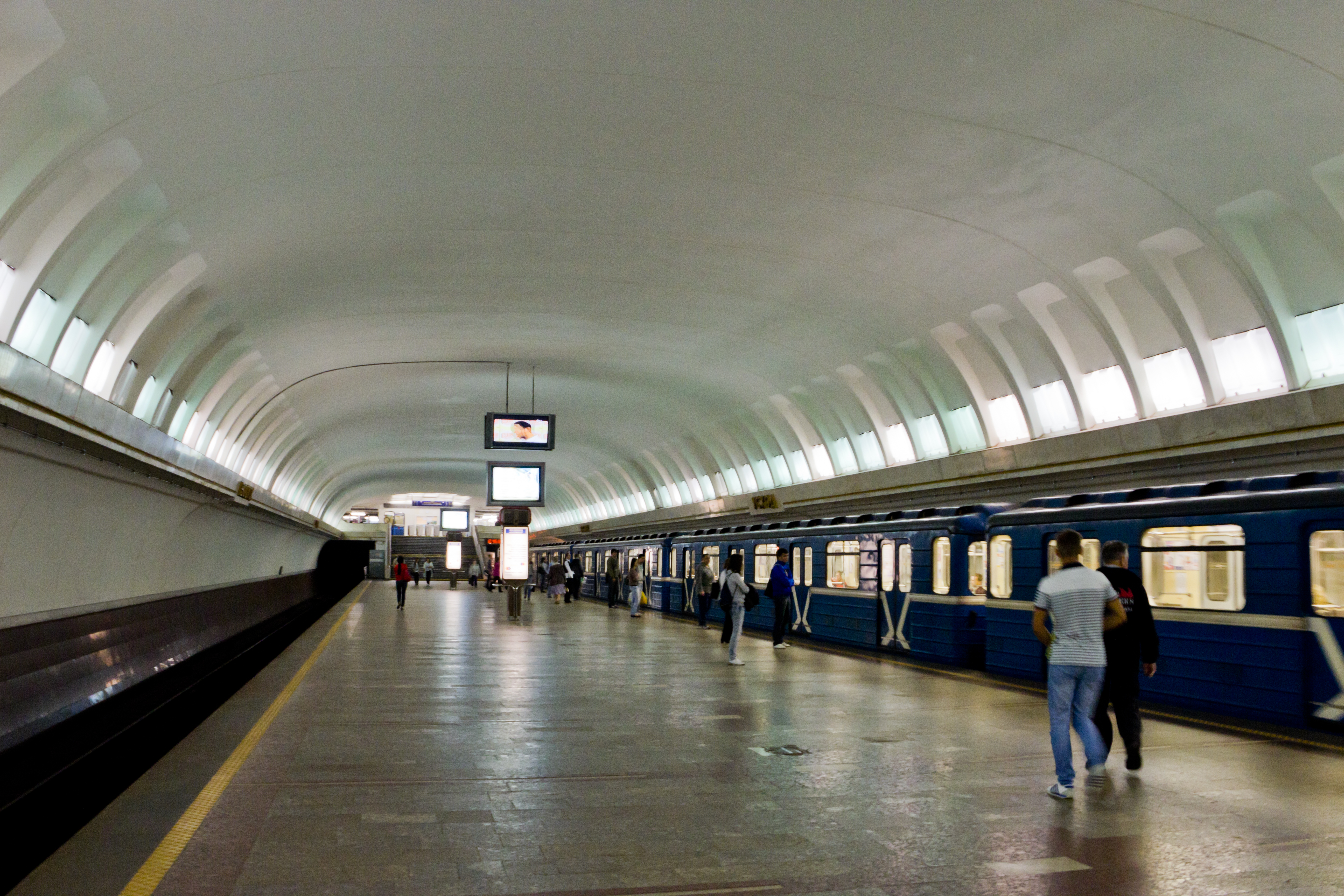
Uschod
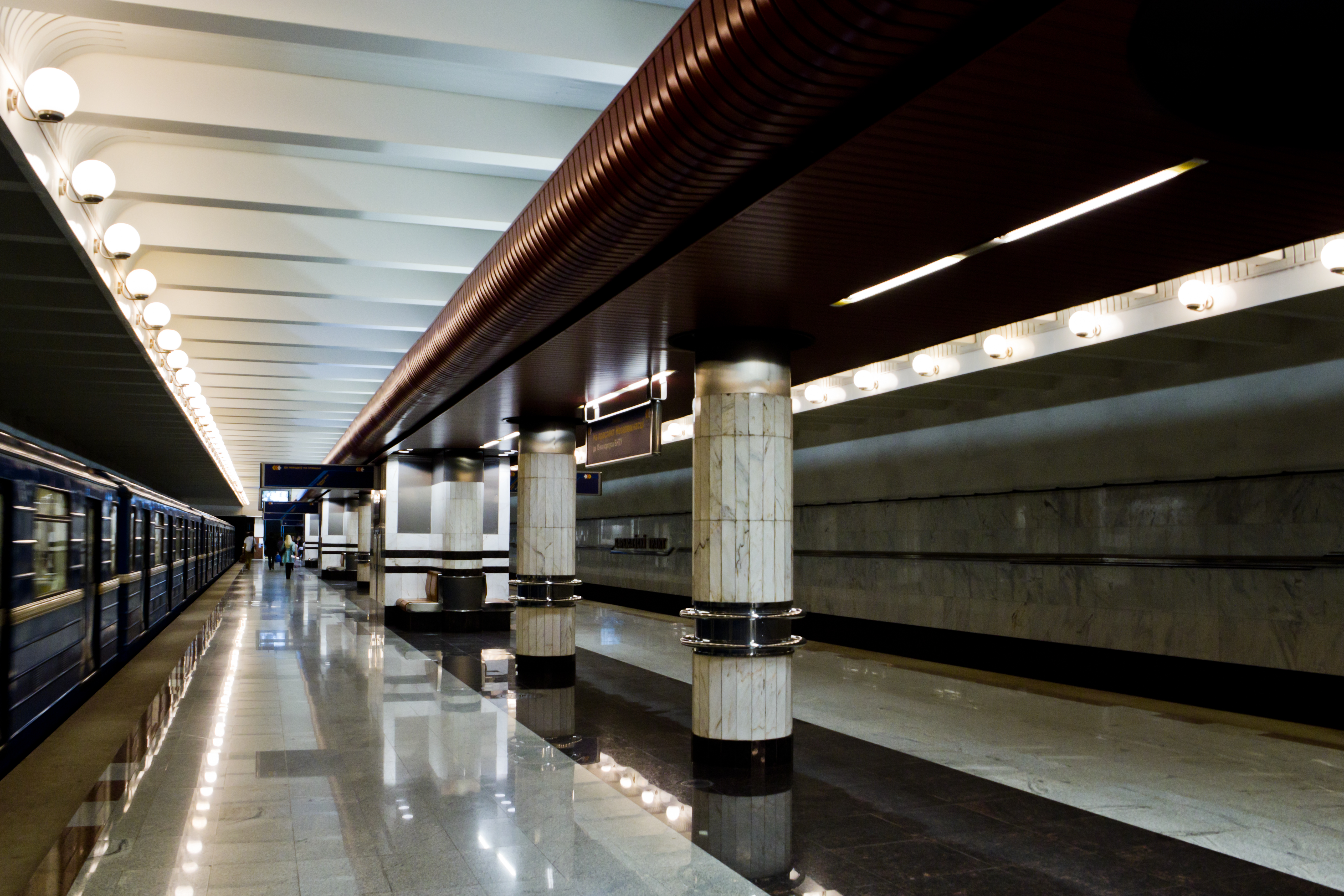
Barysaŭski trakt
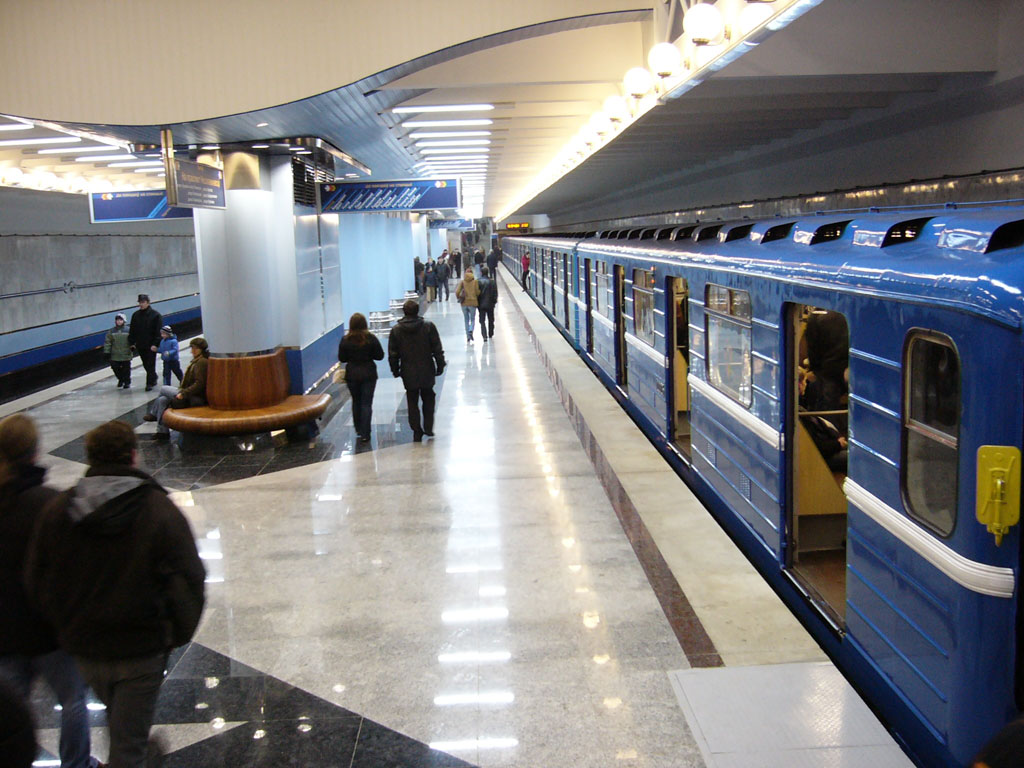
Uručča

## Aŭtazavodskaja lijn

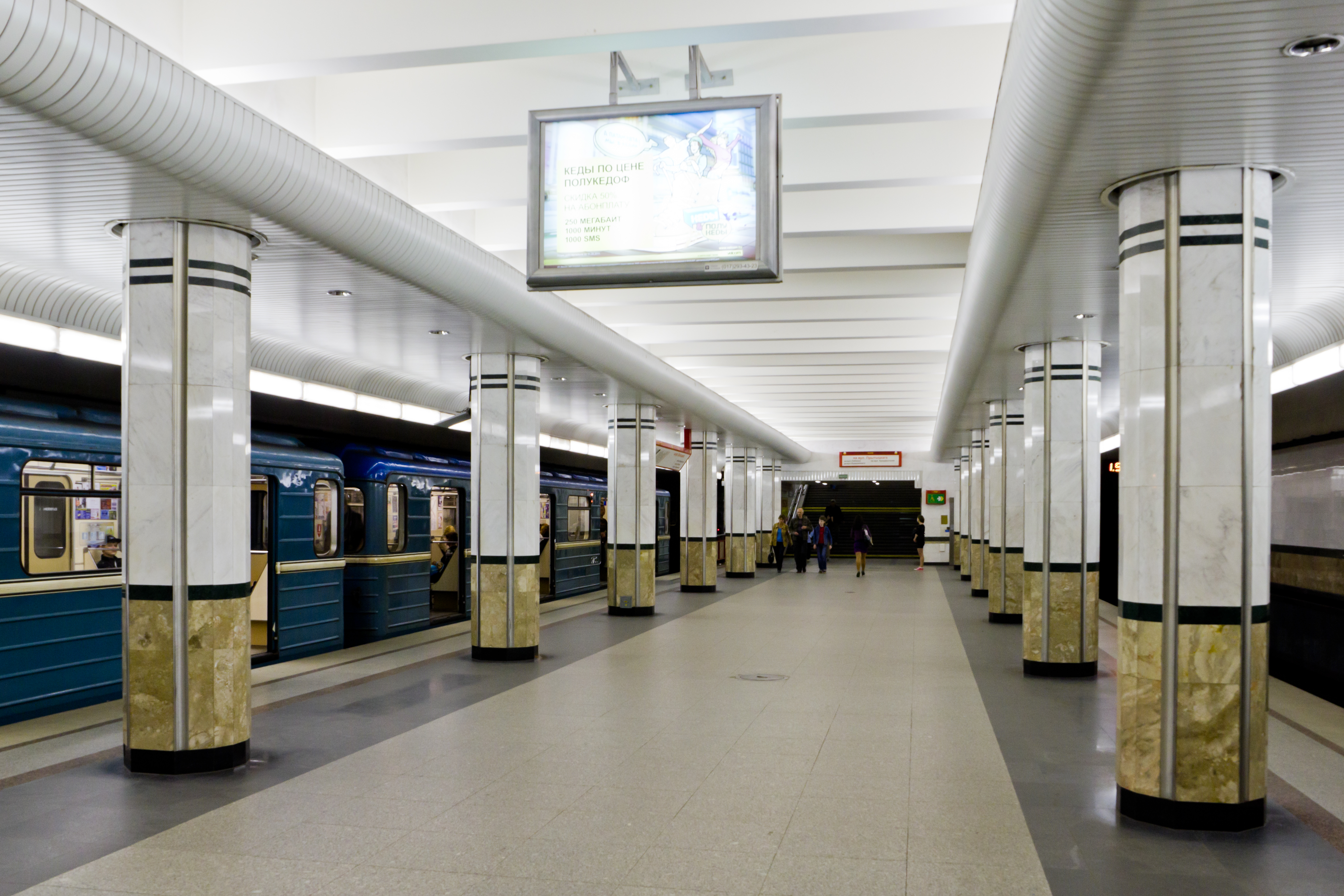
Kamiennaja Horka
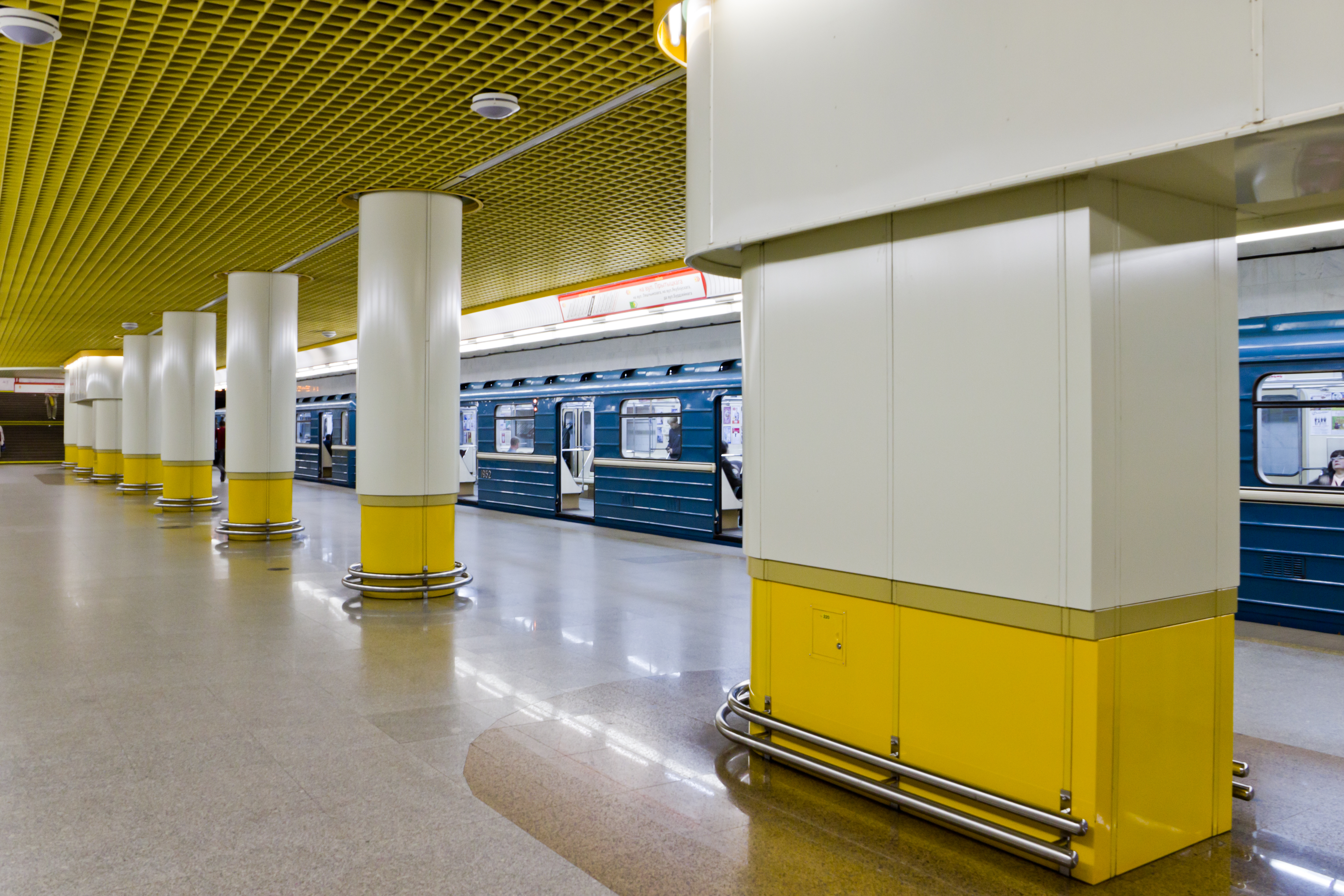
Kuncaŭščyna
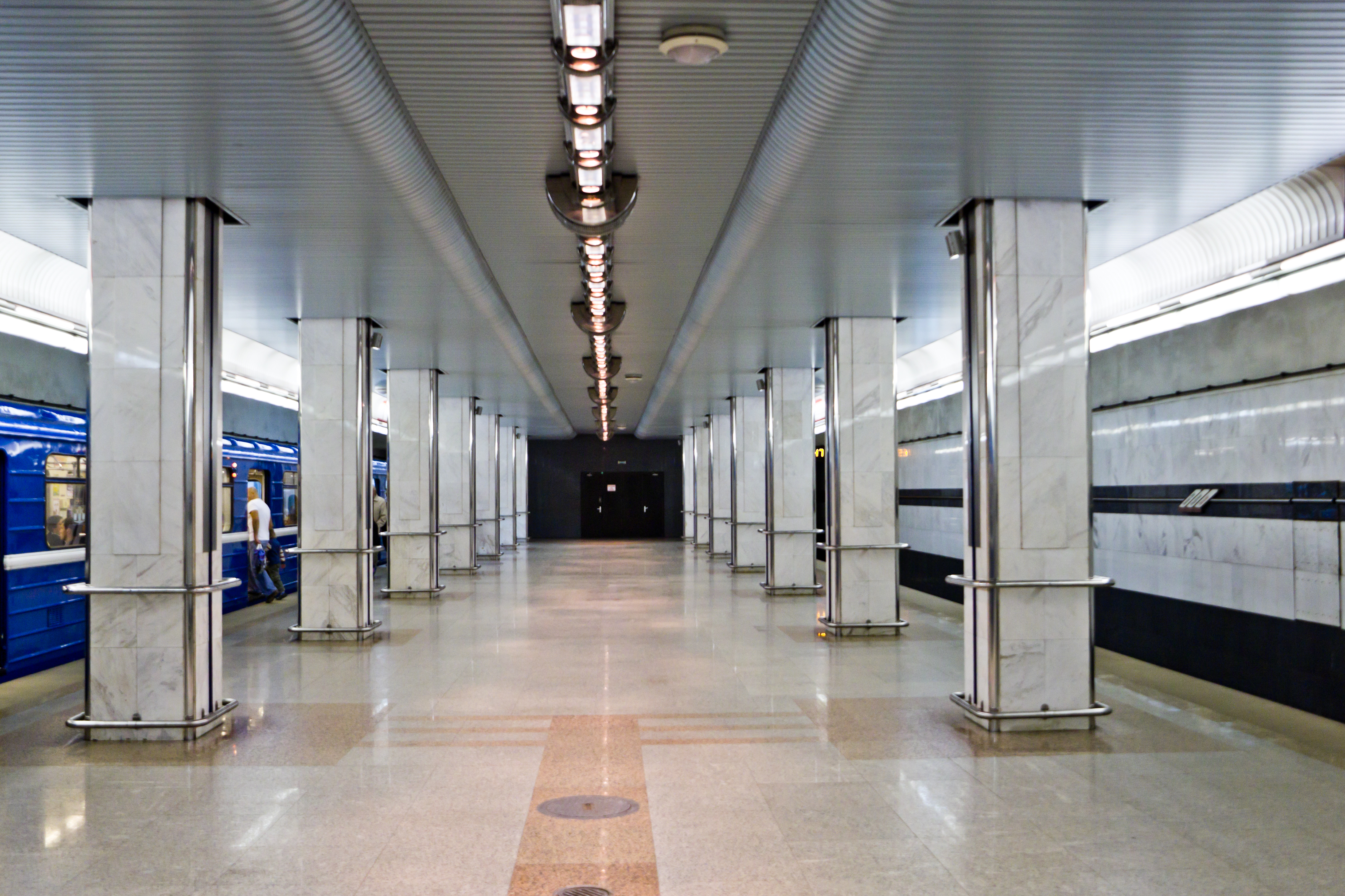
Spartyŭnaja
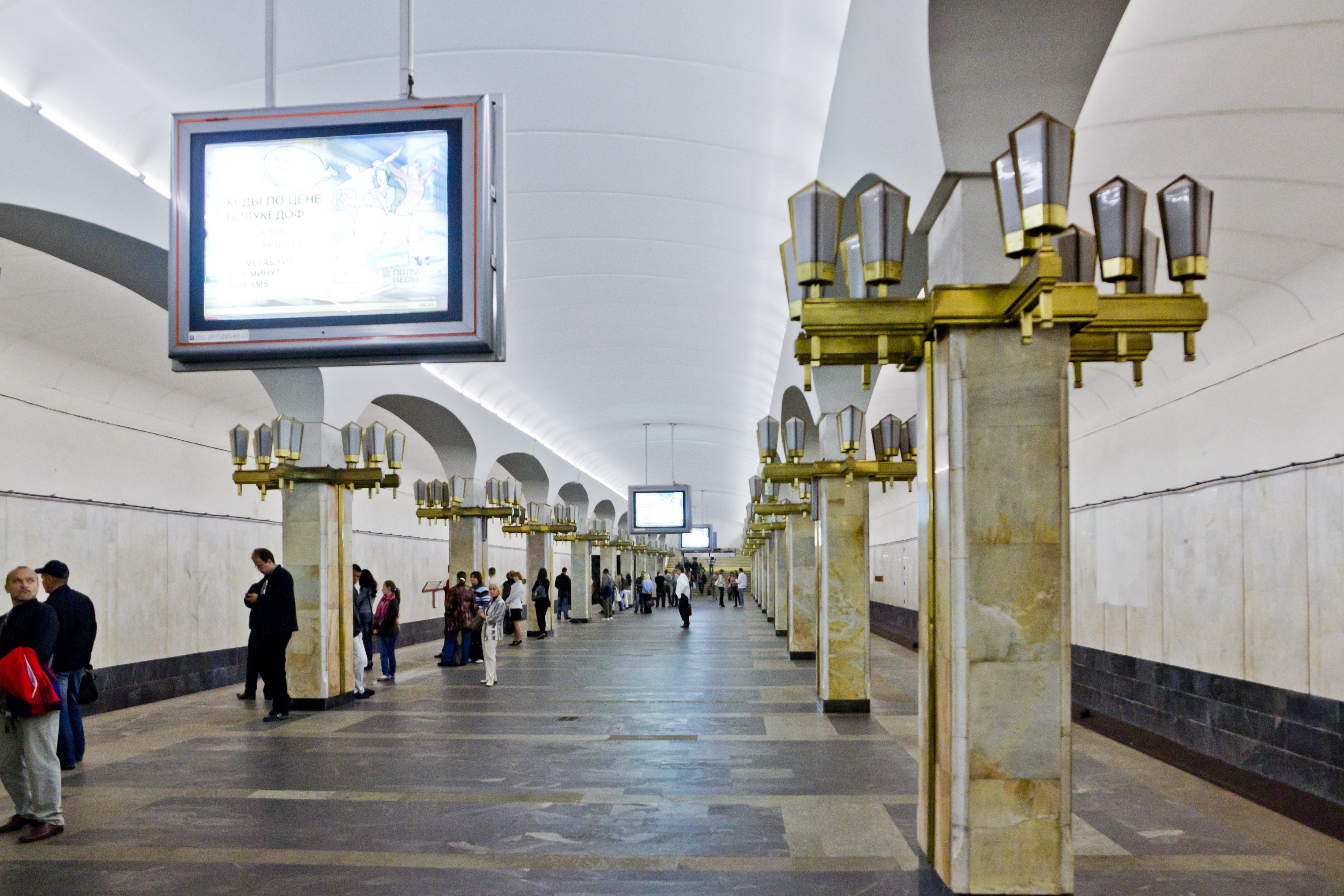
Puškinskaja
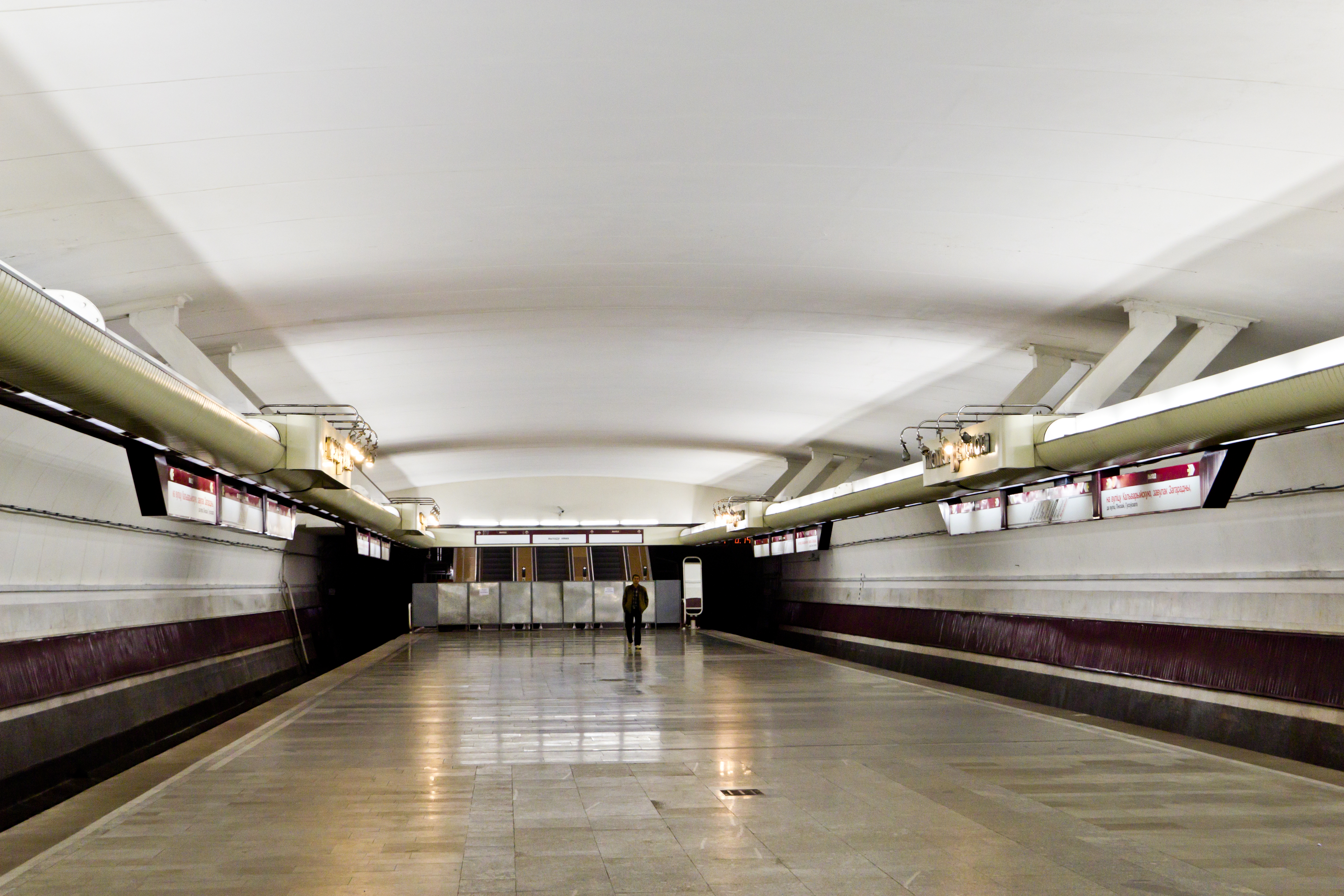
Maladziožnaja
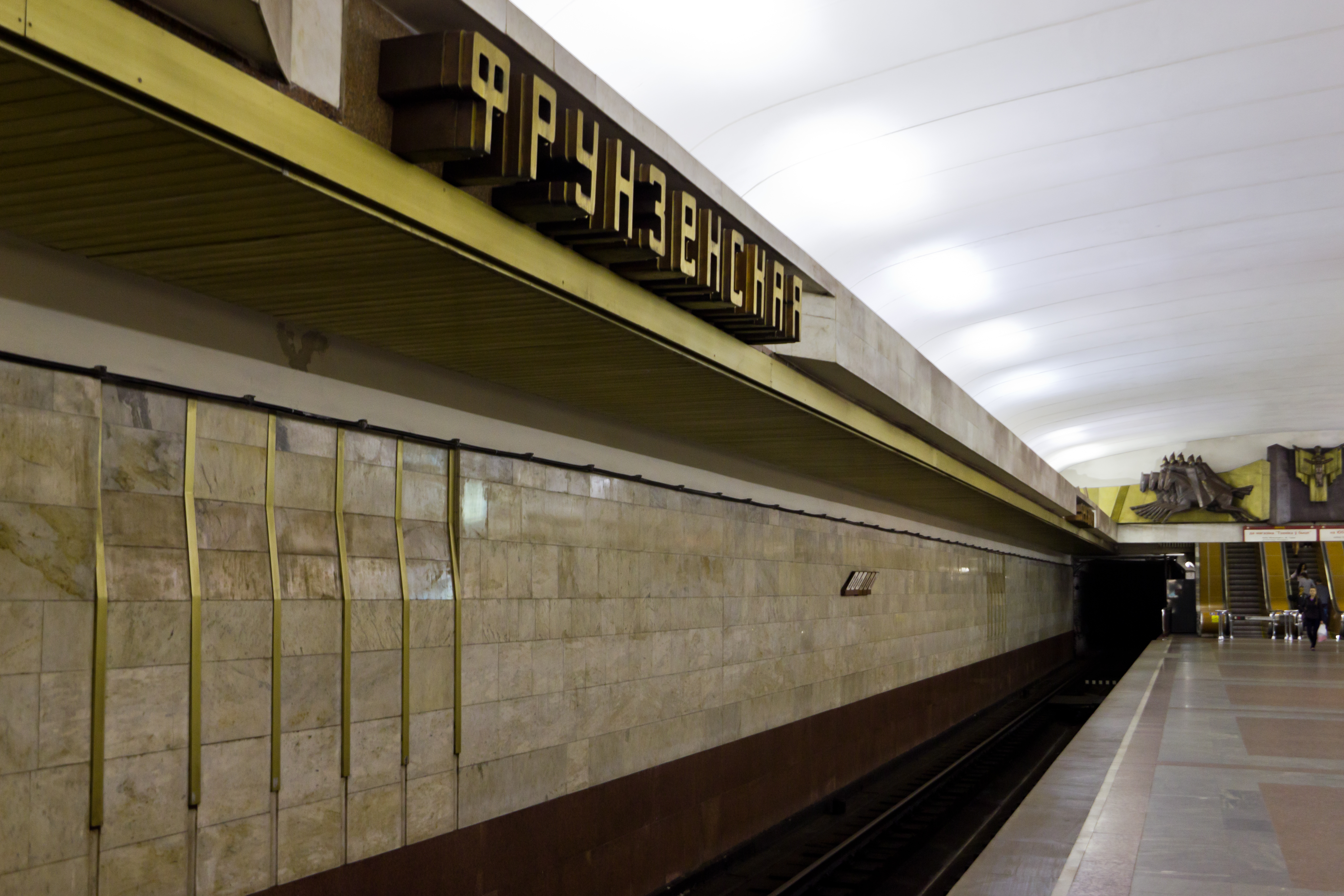
Frunzienskaja